# Alsodes australis
Alsodes australis Formas, Úbeda, Cuevas, and Nuñez, 1997 è una specie di anfibi anuri appartenente alla famiglia Alsodidae..

## Descrizione
La specie presenta il capo 1,3 volte più largo che lungo. Muso appuntito se visto lateralmente, arrotondato in vista dorsale. Narici dorso-laterali, più vicine alla punta del muso che al margine anteriore degli occhi.
Colorazione della superficie dorsale e delle zampe marrone chiaro con sfumature dorate. Le zone intorno alle narici sono nere.

## Biologia
Come le altre specie del genere Alsodes, i maschi presentano tra i caratteri sessuali secondari strutture spinose sulle dita e chiazze spinose e arrotondate sul petto.

## Distribuzione e habitat
La specie è nota con sicurezza solo per le località di scoperta dell'olotipo, in Cile e in Argentina.

## Etimologia
L'epiteto specifico australis è stato assegnato perché si trattava, al momento della definizione della specie, della più meridionale del genere Alsodes.

## Tassonomia
In seguito a studi successivi alcuni autori hanno suggerito che A. australis probabilmente risulterà sinonimo di A. coppingeri o di A. gargola.